# Acaenotus canus
Acaenotus canus är en tvåvingeart som först beskrevs av Axel Leonard Melander 1950.  Acaenotus canus ingår i släktet Acaenotus och familjen fönsterflugor.
Artens utbredningsområde är Kalifornien. Inga underarter finns listade i Catalogue of Life.